# Profecia (álbum)
Profecia é o sexto álbum de estúdio da banda Katsbarnea, lançado em 2002.
O disco traz regravações de canções dos discos antigos, mesclando o rock com elementos da música clássica, o que dividiu opiniões entre a crítica e os fãs.

## Antecedentes
Em 1999, Paulinho Makuko retornou ao Katsbarnea como vocalista, e junto com ele voltou Marcelo Gasperini também. No ano sehguinte, a banda lançou com o disco Acústico - A Revolução está de volta, gravado ao vivo no DirecTV Music Hall, em 24 de Abril de 2000, em São Paulo. O trabalho, registrado em CD e VHS rendeu uma turnê de aproximadamente dois anos, levando a banda a excursionar novamente por todo Brasil e em cidades da Bolívia, Argentina, Uruguai, Inglaterra, Polônia, Canada, Estados Unidos e Israel. Com o fim da turnê, Déio Tambasco cedeu a vaga de guitarrista ao músico Harley Silva, a fim de se dedicar também à carreira solo.[carece de fontes?]

## Gravações
Assim como o anterior, Profecia também é um álbum de regravações, com a diferença de que foram inclusas músicas da carreira solo do ex-vocalista Brother Simion, como "Grito de Alerta", "Voz do Oriente" e "Orgulho". A faixa-título, "Profecia", foi originalmente gravada por Simion em Na Virada do Milênio (2000), primeiro disco do cantor depois de sair do Katsbarnea.

## Lançamento e recepção
| Críticas profissionais | Críticas profissionais |
| Avaliações da crítica  | Avaliações da crítica  |
| Fonte                  | Avaliação              |
| ---------------------- | ---------------------- |
| O Propagador           | [ 10 ]                 |

Profecia saiu em 2002 pela gravadora Gospel Records. O guia discográfico do O Propagador atribuiu uma cotação de 2 de 5 estrelas para o projeto, com a justificativa de que "desnecessário, o disco não consegue convencer, trazendo novos arranjos acústicos para músicas da banda e da carreira solo de Simion".
Sua turnê, Ácidas Estrelas durou até 2004, e depois de a terem concluído, Paulinho Makuko saiu da banda. Após isso, Jadão e Harley Silva também saíram, depois dissoa banda passou por diversas formações e participações, depois de um período, a banda entrou em hiato.

## Faixas
1. "Grito de Alerta" - 3:57
2. "Invasão" - 5:37
3. "Orgulho" - 2:54
4. "Sepulcro Caiado" - 3:50
5. "Parede Branqueada" - 4:32
6. "Fumaça Arisca" - 4:04
7. "Remédio pra Dormir" - 4:25
8. "Gênesis" - 4:22
9. "Profecia" - 3:34
10. "Voz do Oriente" - 3:56

## Ficha técnica
- Paulinho Makuko - vocal e produção musical
- Harley Silva - guitarras
- Jadão Junqueira - baixo
- Marcelo Gasperini - bateria